# خضر الأولى (شعيبية)
خضر الأولى (بالفارسية: خزر یک) هي قرية تقع في قسم الشعبية الغربي من مقاطعة تستر في محافظة خوزستان في إيران. يقدر عدد سكانها بـ 336 نسمة وعدد مساكنها 70 مسكن. كان ولازال يسكن هذه القرية عرب إيران وبالتحديد أحد أفخاذ قبيلة النيس.